# Moovit
Moovit je izraelska aplikacija za javni prevoz i servis za mapiranje. Aplikacija uključuje planiranje putovanja, uživo vreme dolaska i polaska vozila, ažurirane redove vožnje, lokalne mape stanica, servisna upozorenja i upozorenja koja mogu uticati na nečije trenutno putovanje. Trenutno podržava mobilne Android, iOS, Windows uređaje, ali takođe ima i desktop verziju koja se zove Moovit za Web. Moovit je najkorišćenija aplikacija za gradski prevoz na svetu, sa preko 90 miliona korisnika širom sveta; podržava preko 1,500 gradova, u 78 gradova, na 43 jezika. U Srbiji, Moovit je dostupan u osam gradova: (Niš, Kragujevac, Valjevo, Smederevo, Beograd, Pančevo,  Novi Sad, Subotica).

## Pregled
.
Moovit pruža informacije uživo o javnom prevozu i GPS navigaciju za sve modele transporta, uključujući: autobus, trajekt, metro, voz, tramvaj, i trolejbus. Korisnici mogu pristupiti živoj mapi, i pregledati sve stanice i stajališta u blizini, baziranoj na njihovoj trenutnoj GPS lokaciji. Korisnici takođe mogu planirati putovanja za sve tipove tranzita baziranoj na podacima u realnom vremenu. Ova aplikacija se razlikuje od tradicionalnih aplikacija za gradski prevoz po tome što nju održava zajednica ljudi (volontera). Tako, integriše zvanične informacije o javnom prevozu sa informacijama koje skuplja od korisnika koristeći crowdsourcing. Marta 2014. godine, Moovit je postao prvi provajder koji je uspeo da sakupi informacije o javnom prevozu za oblasti u kojima ove informacije zvanično nisu bile dostupne (na mestima gde prevoznici nisu delili informacije sa developerima.Moovit je prikupio informacije, tako što je napravio desktop platformu, zvanu "Editor zajednice", i time omogućio volonterimada generišu redove vožnje i unesu informacije na mapu, a kasnije ove informacije i uneo u Moovit mobilnu aplikaciju.
Kada se voze, koristeći opciju "Uputstva uživo", korisnici mogu pasivno i anonimno prenositi svoju brzinu kretanja i podatke o lokaciji Moovit kompaniji. Moovit tada integriše ove prikupljene podatke metodom kraudsorsinga sa redovima vožnje javnog prevoza kako bi poboljšao sledeće rezultate planiranja putovanja, koji se baziraju na trenutnim stanjima na putu, i onda podeliti ove informacije sa zajednicom korisnika. Kao dodatak pasivnom slanju podataka, korisnici mogu i aktivno slati izveštaje koji uključuju razloge za kašnjenjem, prepune autobuse, zadovoljstvo sa vozačem linije, ali i dostupnosti WiFi signala interneta.
Moovit je dostupan u više od 1,500 gradova, preko 78 zemlje širom sveta. Neki od svetskih gradova uključuju: Barselonu, London, Istanbul, Kejp Taun, Los Anđeles, Pariz, Sidnej, Tel Aviv. Aplikacija je besplatna za mobilne uređaje: Android, iOS, и Windows Phone uređaje.
Moovit koristi Open Street Map mape, кolaborativni projekat ѕa kreiranje besplatnih mapa koje se mogu menjati, a koje se zasnivaju na licenci otvorenih podataka.
Kompanija je objavila svoj prvi godišnji Globalni izveštaj o iskorišćenosti javnog prevoza u Decembru 2016. godine, koji koristi velike podatke od 60 miliona putnika u 47 gradova širom Amerike, Azije i Evrope. Ovaj izveštaj je otkrio u kojim zemljama je najduže, u kojima najkraće vreme putovanja javnim prevozom; masovna presedanja putnika, i daljinu koju ljudi prepešače na svojim putovanjima.
U Junu 2017. godine, kompanija je predstavila novi proizvod, koji nazivaju Moovitov uvid koji pruža statistike o iskorišćenosti javnog prevoza u preko hiljadu gradova širom sveta.

## Regije po Srbiji
Moovit mobilna aplikacija je odnedavno dostupna na sledećim regionima u Srbiji:
| Regioni Srbije           | Regioni Srbije                |
| ------------------------ | ----------------------------- |
| Niš i Južna Srbija       | Kragujevac i Centralna Srbija |
| Valjevo i Zapadna Srbija | Beograd i Istočna Srbija      |
| Novi Sad i Vojvodina     | Subotica                      |

## Nagrade
Moovit je primio nekoliko nagrada, uključujući:
- MTA App Quest 2013 Nagrada za popularni izbor.[9]
- Najbolja aplikacija na svetskoj konferenciji pametnih gradova 2013. godine.[10]
- Jedna od top deset Start ap projekata po Ernstu i Jangu.[11]
- 2014 GeekTime nagrada za najbolji mobilni start ap i najbolji start ap globalno.[12]
- Atlas nagrada za najbolji start—ap.[13]
- GeekTime Geek nagrada 2016. za najbolji mobilni start—ap.[14]
- Google Play nagrada za najbolju lokalnu aplikaciju u 2016. godini na teritorijama SAD, Kanade, Biskog istoka i Severne Amerike, i Hong Konga.[15]

Skupština grada Rio de Ženeira je izabrala Moovit kao zvaničnu aplikaciju za gradski prevoz za vreme letnjih olimpijskih igara 2016. godine koje su se održale u ovom gradu, i sarađivao je sa UEFA EURO 2016 Fan Guide aplikacijom kako bi pomogao fanovima fudbala da bi tokom tačmičenja EURO 2016 mogli da se snađu sa prevozom.

## Kompanija
Moovit mobilna aplikacija je proizvod kompanije Moovit inc, koju su osnovali Nir Erez, Roj Brik, i Jaron Evron, 2012. godine. Kompanija je prikupila $3.5 miliona dolara u svojoj prvoj iteraciji finansirajući se kroz fondove Gemini Funds and BRM Capital. U drugom kvartalu 2012.godine kompanija je lansirala Beta verziju, a do četvrtog kvartala te godine su se raširili i širom sveta.

## Moovit deljenje automobila
Januara 2016. godine, firma je lansirala uslugu koju zovu Moovit deljenje automobila. U Novembru 2016. godine Moovit deljenje aubomobila je lansirano i u Rimu, u Italiji. U Junu 2017. godine, ova usluga je lansirana i u Sao Paulu, u Brazilu.

## Spoljašnje veze
- Moovit početna strana
- Moovit deljenje automobila početna strana
- Preuzmite aplikaciju za iOS uređaje
- Preuzmite aplikaciju za Android uređaje
- Preuzmite aplikaciju za Windows Phone uređaje Архивирано на веб-сајту  (17. јун 2014)
- BusPlus
- BGprevoz
- GSP Beograd